# Stenkol
Denna artikel handlar om bergarten. Stenkolsperioden är även ett äldre namn på karbonperioden.

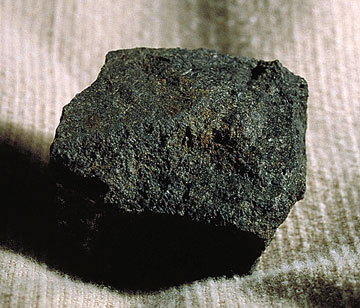
Stenkol

Stenkol, bituminöst kol, är en typ av den sedimentära bergarten och fossila bränslet kol, med en kolhalt på 85–90 %. Stenkol är också ett äldre namn på den geologiska perioden karbon. 
Stenkolets ursprung kan man finna i stora skogar som växte nära kuster då stenkolet från början var stora växter. När översvämningar skedde kom träden i dessa skogar att dö för att därefter överlagras av så kallat sediment (material som sjunker ner genom vattnet och samlas på havs-, flod- och sjöbottnar) och har på så vis skyddats från oxidation. Under årmiljonernas lopp har det organiska materialet gått igenom vissa kemiska processer och bildat först torv, sedan brunkol, därefter stenkolet. Det finns två vidare stadier i inkolningskedjan: antracit och grafit.
Stenkol används framförallt som bränsle i värmekraftverk. Genom torrdestillation av stenkol i gasverk erhålls stadsgas, stenkolstjära och koks. Vid tillverkning av järn och andra metaller var träkol tidigare en viktig råvara, men har nu till största delen ersatts av stenkol.

## Stenkolsbrytning
Av världens kolbrytning är stenkolsbrytning dominerande jämfört med brunkolsbrytning. År 2010 bröts cirka 7 200 miljoner ton kol, varav 6 200 miljoner ton var stenkol. Kina är det land som har den största stenkolsbrytningen – år 2010 svarade Kina för 50 procent av världens stenkolsbrytning. Andra länder med stor produktion är, i ordning efter Kina, USA, Indien, Australien, Indonesien, Sydafrika och Ryssland. Inom EU är Polen det land som har den största stenkolsbrytningen. År 2010 stod Polen för 57 procent av produktionen i EU. Totalt utvanns det 133 miljoner ton stenkol inom Europa 2010.

### I Sverige
Stenkol finns på några få platser i Sverige. Flötserna ligger på ett djup av 30–110 m och är i allmänhet tunna (30–60 cm). Mest känt är kolet i nordvästra Skåne kring Höganäs. Denna kolkropp sträcker sig från Höganäs i norr och till Ekeby och Simmelsberga i söder. Stenkol har brutits i nordvästra Skåne från 1700-talet och fram till slutet av 1970-talet. Orter där stenkolsbrytning skett är bland annat Bjuv, Gunnarstorp, Nyvång, Höganäs, Ekeby, Billesholm, Hyllinge och Simmelsberga. I Höganäs är kolet en biprodukt vid lertäkt. År 1976 utvanns på detta sätt 12 000 ton kol. Utställningar om den skånska stenkolsbrytningen finns bland annat på Höganäs Museum och på gruvmuseena i Nyvång och Bjuv.
I slutet av 1800-talet, då järnvägsnätet byggdes ut och industrins energibehov ökade, fick stenkol en stor betydelse i Sverige. Importen av kol från England och Tyskland var stor. Man behövde kol till ånglok och ångmaskiner av olika slag. Behovet av energi ökade hela tiden. Under andra världskriget bröts det stenkol ur ett sextiotal privatgruvor i trakterna kring Billesholm. Under åren 1940–1945 var brytningen i medeltal drygt en halv miljon ton per år.
Dessa svenska koltillgångar är små och håller låg kvalitet och lågt värmevärde. Den brytvärda mängden har uppskattats till cirka 30 miljoner ton (cirka 175 TWh). Svenskt behov av kolbränslen måste därför tillgodoses genom import.

## Miljöaspekter
Förbränning av stenkol och brunkol ger stora konsekvenser på klimatet. Svavel och kvicksilver släpps ut under processen vilket kan ha förödande effekter på luft och vattendrag, och koldioxidutsläppen är höga.  Mer än 70 miljoner ton koldioxid släpptes ut från Vattenfalls kolkraftverk år 2012 världen över (ett verk i Nederländerna och sju verk i Tyskland), jämfört med Sveriges totala utsläpp det året som var 57,6 miljoner ton koldioxid.